# Zarzuela (Cuenca)
Zarzuela es un municipio y localidad española de la provincia de Cuenca, en la comunidad autónoma de Castilla-La Mancha. El término municipal tiene una población de 163 habitantes (INE 2024).

## Historia
A mediados del siglo XIX, la villa tenía contabilizada una población de 247 habitantes. Aparece descrita en el decimosexto  volumen del Diccionario geográfico-estadístico-histórico de España y sus posesiones de Ultramar de Pascual Madoz de la siguiente manera:

ZARZUELA: v. con ayunt. en la prov., dióc. y part. jud. de Cuenca (3 leg.), aud. terr. de Albacete (20) y c. g. de Castilla la Nueva (Madrid 22). sit. sobre una pequeña altura y mirando al S. E. con clima frio, bien ventilado y poco propenso á enfermedades. Consta de 80 casas de pobre construccion inclusas la cárcel y casa de ayunt.; la escuela concurrida por 20 niños está dotada con 300 rs.: para surtido del vecindario hay una fuente fuera de la pobl.; la igl. parr. (Ntra. Sra. de la Asuncion) se halla servida por un cura de primer ascenso y un teniente para su anejo Villalba de la Sierra; extramuros se hallan las erm. de las Angustias, San Blas y San Bartolomé. El térm. confina por N. con Rivatajadilla; E. Villalva de la Sierra; S. Sotos y O. el anterior y Collados; en su jurisd. se halla el desp. de Villarejo, su terreno es de mala calidad; le baña un pequeño arr. al N. hay un monte de pinos, y otro al S. que tiene también roble; los caminos son locales y en mal estado; la correspondencia se recibe de Cuenca. prod.: trigo, centeno, avena y algunas legumbres, se cria ganado lanar, vacuno y de cerda y caza de liebres, perdices, conejos y corzos. ind. la agrícola y un molino. comercio la venta de sus productos. pobl.: 62 vec., 247 alm. cap. prod.: 634,720 rs. imp. 31,736; el presupuesto municipal asciende á 1 ,000 rs., y se cubre con los productos de propios y el déficit por reparto vecinal.
(Madoz, 1850, p. 663)

## Demografía
Zarzuela cuenta con una población de 163 habitantes (INE 2024).
| Gráfica de evolución demográfica de Zarzuela entre 1842 y 2021                                                      |
| |
| Población de derecho según los censos de población del INE Población de hecho según los censos de población del INE |

## Patrimonio
En la localidad hay una iglesia bajo la advocación de Nuestra Señora de la Asunción.